# Domingo Urrutia Flores
Domingo Urrutia Flores, abogado y político liberal chileno. Nació en Chillán, en 1832. Falleció en Santiago, en 1890. Hijo del ex diputado Domingo Urrutia Vivanco y doña Javiera Flores Riquelme. Contrajo matrimonio con Carmen Martín Mieres.
Educado en la Universidad de Chile, donde juró como abogado el 18 de junio de 1856. 
Ocupó varios cargos públicos, entre los que cuenta: Intendente del Maule (1864), Ministro de la Corte de Apelaciones de Iquique (1882) y Presidente de dicho tribunal (1887). Miembro de la Corte de Apelaciones de Santiago (1891).
Diputado suplente por Cauquenes (1864), pero nunca logró la titularidad.
Senador suplente (1867-1876), ocupó la titularidad el 21 de septiembre de 1871 cuando el senador titular Federico Errázuriz Zañartu asumió como Presidente de la República, debiendo concluir el mandato senatorial en 1876. Integró la comisión permanente de Constitución, Legislación y Justicia.